# Marcel Swinnen
Marcel Edouard Philippe Swinnen (Schaarbeek, 4 februari 1909 - onbekend) was een Belgische atleet, die gespecialiseerd was in het hordelopen. Hij nam eenmaal deel aan de Olympische Spelen en werd eenmaal Belgisch kampioen.

## Biografie
Swinnen werd in 1928 als juniur Belgisch kampioen op de 400 m horden.  Hij nam in 1928 op hetzelfde nummer deel aan de Olympische Spelen van Amsterdam. Hij werd uitgeschakeld in de eerste ronde.

### Clubs
Swinnen was aangesloten bij Excelsior Sports Club.

## Belgische kampioenschappen
| Onderdeel    | Jaar |
| ------------ | ---- |
| 400 m horden | 1928 |

## Palmares

### 400 m horden
- 1928:  BK AC – 59,2 s
- 1928: 3e in reeks OS in Amsterdam